# Зелонджев-Шипов, Георгий Михайлович

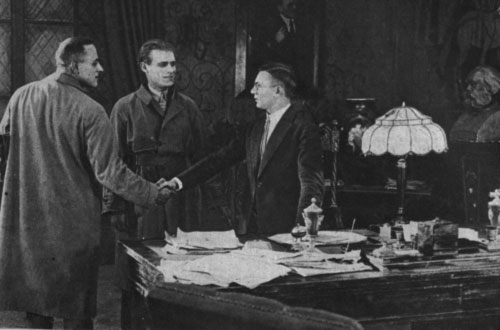
Кадр из к/ф «Сумка дипкурьера». Первый слева Г. Зелонджев-Шипов

Георгий Михайлович Зелонджев-Шипов (литературный псевдоним — Г. Шипов; 9 февраля 1895, Белгород — 18 апреля 1963, Москва) — советский писатель, переводчик и сценарист, киноактёр, режиссёр. Член Союза писателей СССР.

## Биография
В 1911 году окончил гимназию в г. Прилуки.
Участник Октябрьской революции 1917 года. В годы Гражданской войны командовал партизанским отрядом на Украине.
В кино — с 1924 года. Сперва пробует себя в актерской профессии, работает ассистентом режиссёра. Позже и сам становится режиссёром, пишет сценарии.
В 1928 поставил по собственному сценарию в соавторстве с А.Балачиком кинофильм «Пять минут». Написал сценарий к фильму «Чёрный парус» (другое название «Пять минут, которые потрясли мир») (совм. с Б. Фельдманом, 1929)); в качестве актёра снялся в роли второго дипкурьера в фильме «Сумка дипкурьера» (1927).
После 1930 г. от кинематографа отошёл, занимался исключительно литературной деятельностью.
Переводил на русский язык произведения классиков украинской и белорусской литературы («Беркуты»; драма в пяти действиях (по повести И. Франко «Захар Беркут», «Козацкому роду нет переводу, или Мамай и Огонь-Молодица» А. Ильченко, 	
«Соловьиный край» В. Большака и др.).
Писал под псевдонимом Георгий Шипов.
Похоронен в Москве на Новодевичьем кладбище.
Его женой была актриса МХАТа А. М. Дмоховская. В одной могиле с ним и женой похоронен режиссёр и сценарист Ю. А. Желябужский.